# Quatuor à cordes no 5 de Dvořák
Pour les articles homonymes, voir Quatuor à cordes no 5.

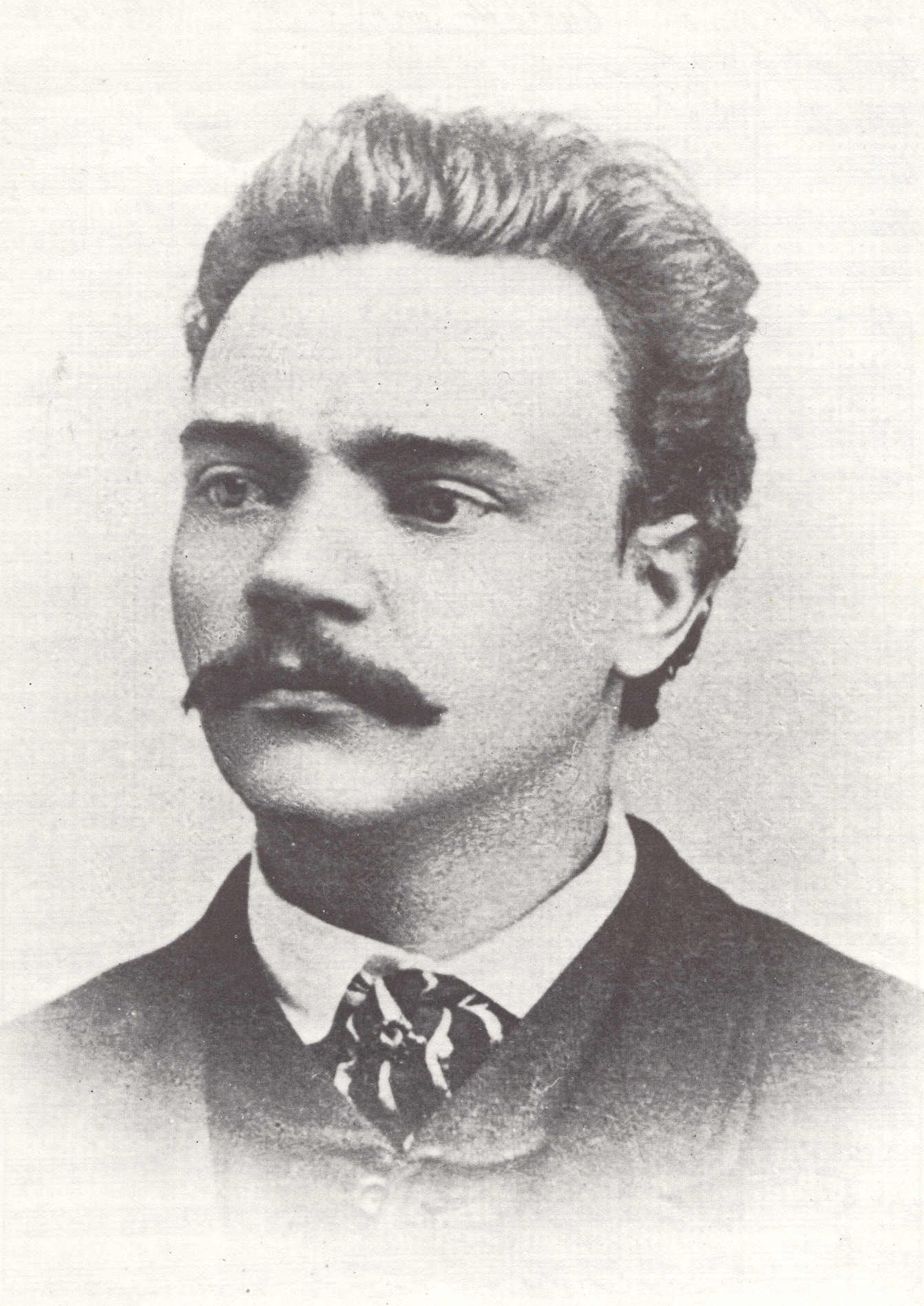
Antonín Dvořák en 1868.

Le Quatuor à cordes no 5 en fa mineur opus 9, B.37 est un quatuor d'Antonín Dvořák. Commencée en septembre 1873, la composition a été terminée le 4 octobre 1873.
Le Quatuor Bennewitz l'avait intégré dans son cycle de concerts, mais a plus tard refusé de le jouer en raison de «l'absence de style quatuor». Dvořák a été très bouleversé et a arraché la page de titre de la partition (probablement avec la dédicace à Bennewitz). L'œuvre a été reconstituée en 1929 par Günter Raphael. Le quatuor dans cette version a été créé par le Quatuor Kramář (Buchtele, Karhánek, Lupínek et Kefurt) le 11 janvier 1930.

## Structure
Il est composé de quatre mouvements:
1. Moderato - Allegro con brio
2. Andante con moto quasi allegretto
3. Tempo di valse
4. Finale: Allegro molto

Dvořák a plus tard utilisé le second mouvement comme base pour sa Romance en fa mineur pour violon et orchestre Op.11.